# Histoire des Lions de Détroit
L'histoire des Lions de Détroit, une franchise professionnelle de football américain basée à Détroit, remonte à 1928 lorsqu'ils jouaient  sous le nom des Spartans à Portsmouth dans l'État de l'Ohio.
Après avoir intégré la National Football League (NFL) en 1930, ils déménagent à Détroit et adoptent le surnom de Lions en 1934. Ils remportent leur premier championnat NFL la saison suivante.
Les Lions ont connu leur plus grand succès dans les années 1950, en remportant trois fois le titre NFL, en 1952, 1953 et 1957, et en faisant plusieurs apparitions en séries éliminatoires dans les années 1990. En 2024, ils entament leur 95e saison et continuent d'être l'une des plus anciennes franchises de la NFL.

## Portsmouth Spartans (1928–1933)
La franchise des Lions était à l'origine basée à Portsmouth dans l'État de l'Ohio, et jouait sous le nom des Spartans de Porthsmouth (en),. Initialement équipe indépendante, ils rejoignent la National Football League en 1930. Ils affichent en fin de saison 1933, un bilan de 28 victoires, 16 défaites et 7 matchs nuls, avant de déménager à Détroit l'année suivante,,,,,,.

## Déménagement à Détroit et premiers succès (1934–1938)
En 1934, George A. Richards (en), propriétaire de la radio WJR (en), station affiliée à NBC Blue Network (prédécesseur de l'ABC d'aujourd'hui), rachète les Spartans de Portsmouth pour 8 000 $ et déplace l'équipe à Détroit, la renommant « Detroit Lions ». Richards choisit ce nom car il souhaitait créer une équipe qui serait « king of the NFL » (le roi de la NFL), à l'image du lion, roi de la jungle. Il voulait également établir un lien avec les Tigers de Détroit, équipe de baseball de la ville.
Lors de leur première saison à Détroit, les Lions débutent avec une série de 10 victoires consécutives, incluant sept blanchissages. Cependant, ils perdent leurs trois derniers matchs de la saison contre les Packers de Green Bay et les Bears de Chicago et terminent à la deuxième place de la Western Division de la NFL, juste derrière les Bears, leurs rivaux,. Cette même année, Richards négocie un accord avec NBC pour diffuser ses matchs de Thanksgiving en direct sur toutes les stations affiliées au réseau. Depuis, les Lions ont chaque fois joué un match le jour de Thanksgiving, à l'exception des années 1939 à 1944 correspondant à la Seconde Guerre mondiale,.
En 1935, le quarterback Dutch Clark domine la NFL avec 55 points, tandis que le running back Ernie Caddel (en) domine également la ligue avec 621 yards, portant les Lions à un bilan de 7 victoires, 3 défaites et 2 matchs nuls, ce qui leur permets de finir premiers de la Western Division. Ils accèdent ainsi à la finale 1935 du championnat de la NFL où ils sont opposés aux Giants de New York. Le match, joué le 15 décembre 1935 devant 15 000 spectateurs à Détroit, voit les Lions l'emporter 26 à 7 et gagner ainsi leur premier titre en NFL. Cette victoire fait également partie du « Detroit City of Champions » de la saison 1935-1936, où les Tigers de Détroit ont gagné la Série mondiale de 1935 et où les Red Wings de Détroit ont remporté la Coupe Stanley en 1936, faisant ainsi briller la ville de Détroit sportivement,.
Après la fin de la saison, les Lions disputent le 1er janvier 1936 un match d'exhibition contre l'équipe des stars de la NFL et le remportent 33 à 0. Ils jouent ensuite quatre autres matchs d'exhibition : une victoire 67 à 14 contre les Cubs de Westwood le 13 janvier, une victoire 42 à 7 contre les Stars de Los Angeles le 20 janvier, une victoire 10 à 3 contre les Packers de Green Bay le 26 janvier et une victoire 30 à 6 contre les Stars d'Hawaii le 9 février. Au cours des deux années suivantes, les Lions accumulent de bons résultats avec des bilans de 8-4 et 7-4 terminant à la troisième place de la Western Division derrière les Bears et les Packers. Après avoir échoué d'un match derrière les Packers en 1938 avec un bilan de 7-4, Dutch Clark et Ernie Caddel ont tous deux décidé de prendre leur retraite.

## Difficultés (1939–1949)
Première année des Lions sans leurs joueurs vedettes, les Lions terminent la saison  1939, avec un bilan décevant de 6 victoires et 5 défaites. Cette saison sera le reflet de la décennie suivante. Avant la saison 1940, Richards, vivant alors à Beverly Hills et en mauvaise santé, vend l'équipe à Fred L. Mandel Jr., âgé de 31 ans et membre de la famille propriétaire du magasin Mandel Brothers de Chicago.
Au cours des années 1940, les Lions ne remportent que 35 matchs. Le point le plus bas est atteint en 1942, lorsque l'équipe termine avec un bilan de 11 défaites sans aucune victoire. L'équipe de 1942 était si mauvaise qu'elle n'a marqué que cinq touchdowns sur toute la saison, a été blanchie à cinq reprises et n'a jamais marqué plus de sept points en match,,. Avec le premier choix global lors de la draft 1943 de la NFL, les Lions choisissent Frank Sinkwich de l'université de la Géorgie. Les Lions terminent la saison 1943 avec un bilan de 3 victoires, 6 défaites et 1 nul. Un événement notable de cette saison a lieu le 7 novembre, lorsque les Lions et les Giants de New York terminent le match sur un score de 0 à 0. À ce jour, c'est la dernière fois qu'un match de la NFL s'est terminé sans qu'aucune équipe ne marque. En 1944, Sinkwich remporte le prix du MVP de la NFL après avoir amélioré le bilan des Lions, partant d'un bilan provisoire de 1–3–1 à un bilan final de 6–3–1 en fin de saison,. Il s'agit du premier bilan positif de l'équipe depuis 1939.
Détroit améliore ce bilan en 1945, en terminant avec 7 victoires et 3 défaites, en deuxième position de la NFC West derrière les Rams de Cleveland. Les Lions sont moins performants durant la seconde moitié de la décennie : en 1946, ils n'ont glané qu'une seule victoire tout au long de l'année, et guère mieux en 1947 avec trois victoires,. Avec le sixième choix de la draft 1948 de la NFL, les Lions sélectionnent le quarterback Y. A. Tittle. Cependant, il ne signe au final aucun contrat avec l'équipe, préférant rejoindre les Colts de Baltimore de l'All-America Football Conference.
Le 15 janvier 1948, les propriétaires de la NFL approuvent à l'unanimité la vente des Lions de Fred J. Mandel (en) à la Detroit Football Company (en), un syndicat de sept personnes dirigé par D. Lyle Fife. Les Lions n'ont remporté que deux matchs cette année-là, mais ont continué à renforcer leur effectif en échangeant les droits de draft du quarterback John Rauch avec les Bulldogs de New York en échange des droits draft de Doak Walker,.
En 1949, les Lions améliorent leur bilan pour passer à 4 victoires et 8 défaites, mais manquent la série éliminatoire pour la quatorzième saison consécutive. Au cours de la saison, le président de l'équipe, D. Lyle Fife, quitte sa femme de 33 anspour sa secrétaire. Le scandale qui en résulte conduit à la démission de Fife et à la prise de fonction d'Edwin J. Anderson en tant que président.

## Les années 1950 (1950–1958)
Au début des années 1950, les Lions ont une équipe capable de rivaliser pour la course aux playoffs, mais manquent toujours d'un quarterback de franchise. Pour remédier à cela, ils échangent le fullback Camp Wilson aux New York Yanks en échange du quarterback Bobby Layne. Cette saison 1950 est malgré tout décevante avec un bilan de 6 victoires et 6 défaites en 1950, et l'entraîneur principal Bo McMillin démissionne pour être remplacé par Buddy Parker, ancien joueur des Lions au milieu des années 1930, et présent notamment lors du titre de 1935. La saison suivante voit les Lions s'améliorer avec un bilan de 7 victoires, 4 défaites et 1 match nul. En 1952, les Lions terminent avec un bilan de 9 victoires et 3 défaites, à égalité avec les Rams de Los Angeles en première place de la Conférence nationale de la NFL. C'est la première fois en 17 ans que l'équipe revient en playoffs.
Lors des playoffs de la Conférence nationale, les Lions battent les Rams 31–21 devant près de 50 000 spectateurs au Briggs Stadium de Detroit, dans le brouillard. Cette victoire permet aux Lions de se qualifier pour la finale du championnat NFL contre les Browns de Cleveland. Il s'agit du premier de quatre matchs de championnat que les deux équipes disputeront au cours de la décennie. Les Lions battent les Browns sur un score de 17–7, remportant ainsi le deuxième titre de l'histoire de la franchise. L'année suivante, les Lions connaissent l'une des plus grandes saisons de leur histoire. Ils draftent le futur linebacker Hall of Fame, Joe Schmidt, lors du septième tour de la draft NFL 1953. Les Lions terminent avec un bilan de 10 victoires et 2 défaites, ce qui leur a permis de finir premiers d'une Conférence Ouest disputée. De plus, l'équipe compte sept joueurs au Pro Bowl, huit All-Pros, et balaye ses rivaux de division, Chicago et Green Bay. Les Lions affrontent les Browns lors de la finale du championnat NFL en 1953, où Layne trouvé Jim Doran pour un touchdown gagnant de 33 yards dans les dernières minutes, permettant ainsi de gagner le match 17–16. En 1954, les Lions terminent avec un bilan de 9 victoires, 2 défaites et 1 match nul. Ils affriont les Browns lors de la finale du championnat NFL pour la troisième saison consécutive. Cependant, cette fois, les Browns écrasent les Lions 56–10, dissipant leur chance de remporter un troisième titre consécutif.
Malgré ces succès des Lions en début de décennie, le milieu des années 1950 marque un tournant pour l'équipe. Les Lions ne remportent que trois matchs en 1955. Lors de la saison suivante, l'équipe termine deuxième derrière les Bears de Chicago avec un bilan de 9 victoires et 3 défaites. Lors la pré-saison 1957, Buddy Parker stupéfie le monde du football en annonçant sa démission de la franchise. George Wilson prend le relais en tant qu'entraîneur principal. Malgré le tumulte, les Lions terminent avec un bilan de 8 victoires et 4 défaites, à égalité avec les 49ers de San Francisco en première place de la Conférence Ouest. En conséquence, les deux équipes s'affrontent lors d'un match de playoffs à San Francisco. Lors de ce match, les 49ers prennent une avance de 24–7 à la mi-temps grâce à trois passes de touchdown de Y. A. Tittle. A la mi-temps, les 49ers, qui pensaient avoir le match en main, ont célébré dans leur vestiaire. Comme les murs du Kezar Stadium étaient si fins et que les vestiaires étaient juste à côté, les Lions pouvaient les entendre.
George Wilson s'est alors levé et a déclaré : "J'allais dire quelque chose, mais voilà ce qu'ils pensent de vous." Dès le premier jeu de la seconde mi-temps, le running back des 49ers, Hugh McElhenny, réalise une course de 71 yards jusqu'à la ligne des 9 yards de Detroit, mais les Lions résistent et ne concèdent qu'un field goal, ce seront les derniers points de San Francisco lors de ce match. Malgré l'absence de Bobby Layne, sorti sur blessure trois semaines auparavant, le quarterback remplaçant des Lions, Tobin Rote, conduit l'équipe à 24 points sans réponse pour une victoire 31–27. La semaine suivante, lors de la finale de championnat NFL, Rote lance quatre touchdowns et en marque un autre lui-même. Les Lions écrasent les Browns 59–14, et remportent leur troisième championnat en six ans. À ce jour, c'est le dernier championnat qu'ils ont remporté.
En 1958, les Lions échangent Bobby Layne aux Steelers de Pittsburgh en échange d'Earl Morrall et de deux choix de draft futurs. Selon la légende, alors qu'il partait pour Pittsburgh, Layne aurait déclaré que les Lions ne remporteraient plus de championnats pendant 50 ans. Depuis cette époque, les Lions n'ont pas gagné d'autre championnat et les années suivantes de la franchise ont été qualifiées de "Malédiction de Bobby Layne",. Sans Layne, les Lions terminent avec un bilan de 4 victoires, 7 défaites et 1 match nul.

## La vie sans Bobby Layne et une redoutable défense (1959–1969)
La saison 1959, conclue sur un bilan décevant de 3-8-1, marque la fin d'une décennie très réussie. Les Lions démarrent les années 1960 en opérannt une reconstruction de leur équipe, en se concentrant cette fois-ci sur la défense. Ils commencent par échanger le defensive end Gerry Perry aux Cardinals de St. Louis contre le cornerback Dick "Night Train" Lane. Joe Schmidt qualifiera cet échange de "l'un des meilleurs échanges jamais réalisés dans n'importe quel sport". Lane sera sélectionné trois fois au Pro Bowl et élu quatre fois All-Pro en tant que Lion. Détroit recrute également le tackle défensif Roger Brown pour l'associer à Alex Karras, Sam Williams et Darris McCord, formant ainsi l'une des lignes défensives les plus redoutables de l'histoire du football professionnel.
Les Lions peuvent encore compter sur des stars des années 1950 telles que Joe Schmidt et Yale Lary, ainsi que sur le cornerback Dick LeBeau, signé en 1959. Malgré un début de saison 1960 difficile (0-3), les Lions réalisent une impressionnante série 7-2 pour finir la saison avec un bilan global de 7-5. Les Lions terminent deuxièmes de la Conférence Ouest, se qualifiant ainsi pour le Playoff Bowl (match de post-saison effectué de 1961 à 1970 pour désigner le troisième du championnat) contre leurs rivaux, les Browns de Cleveland, deuxièmes de la Conférence Est. Ce match, disputé le 7 janvier 1961 au Miami Orange Bowl, voit les Lions battre les Browns 17-16.
En 1961, un groupe d'actionnaires mené par l'ancien président D. Lyle Fife tebnte de destituer Edwin J. Anderson, président de l'équipe. Anderson finit par démissionner et l'un de ses partisans, William Clay Ford, Sr, est choisi pour lui succéder. Anderson est cependant autorisé à rester en tant que manager général. Cette année-là, les Lions progressent légèrement, terminant avec un bilan de 8-5-1 leur permettant de retourner au Playoff Bowl, où ils écrasent les Eagles de Philadelphie 38-10. Le sommet de la défense des Lions à cette époque a lieu en 1962 (bilan de 11-3), lorsqu'ils deviennent la troisième équipe de l'histoire de la NFL à ne jamais être menée de plus de 7 points au cours d'un match. Bien que les Lions aient une fois de plus terminé derrière les Packers, ils les ont battus à Detroit lors du match de Thanksgiving, 26-14, dans un match surnommé le "Thanksgiving Day Massacre". Ce fut la seule défaite des Packers cette saison, qui remportent ensuite le championnat NFL 1962. Les Lions se rendent au Playoff Bowl pour la troisième année consécutive, battant les Steelers de Pittsburgh 17-10.
La bonne série des Lions prend fin en 1963, l'équipe s'effondrant avec un bilan de 5-8-1. Un scandale de paris sportifs impliquant Alex Karras et Paul Hornung des Packers, qui a conduit à la suspension des deux joueurs pour la saison 1963, a également contribué à la chute des Lions.
Le 22 novembre 1963, William Clay Ford Sr. achète une participation majoritaire dans l'équipe pour 6 millions de dollars. La vente est finalisée le 10 janvier 1964. Sous la direction de Ford (qui restera jusqu'à son décès en 2014), les Lions ne remporteront qu'un seul match de playoffs.
L'équipe s'améliore l'année suivante, et termine avec un bilan de 7-5-2, cependant pas suffisant pour accéder aux playoffs. Les Lions commencent à perdre en qualité défensive lorsque Yale Lary prend sa retraite après la saison 1964, suivi par Joe Schmidt et Dick "Night Train" Lane l'année suivante. Au milieu des années 1960, les Lions servent également de décor littéraire pour George Plimpton, qui a passé du temps dans le camp d'entraînement des Lions en se faisant passer pour un joueur. Cela a constitué la base de son livre Paper Lion, plus tard adapté en film avec Alan Alda et plusieurs vrais joueurs des Lions, dont Alex Karras.
Les Lions ont lutté tout au long de la fin des années 1960, mais ont profité de cette période pour reconstruire leur effectif en recrutant Lem Barney pour remplacer Lane, Bob Kowalkowski et Ed Flanagan pour renforcer la ligne offensive, ainsi que le running back Mel Farr. Bien que ces joueurs soient sélectionnés au Pro Bowl, les Lions étaient toujours à la recherche d'une star pour représenter la franchise. Ils la trouvent au troisième tour de la draft NFL/AFL 1968 en sélectionnant Charlie Sanders, un tight end qui sera intronisé au Hall of Fame, sept fois Pro Bowler et considéré comme l'un des meilleurs à avoir joué à ce poste.

## Une décennie de médiocrité (1970–1981)
Avec la fusion AFL–NFL, les Lions sont placés dans la nouvelle division NFC Centre avec les Beras de Chicago, les Packers de Green Bay et les Vikings du Minnesota. Le chanteur de soul de Motown, Marvin Gaye, a envisagé, après la mort de sa partenaire de duo Tammi Terrell, de rejoindre les Lions et de se lancer dans le football. Il a pris du poids et s’est entraîné pour une détection en 1970, mais est éliminé tôt dans le processus. Il est resté ami avec plusieurs joueurs, notamment Mel Farr et Lem Barney, qui ont fait les chœurs sur son single classique de 1971 "What's Going On". Avec un bilan de 10–4, les Lions ont été la première équipe à se qualifier pour la nouvelle place de wild card des playoffs de la NFL. Cependant, ils perdent contre les Dallas Cowboys après un match défensif acharné et ne retourneront pas en playoff de la décennie.
Malgré cette défaite, l'équipe des Lions de 1970 reste l'une des meilleures de l'histoire de la franchise et l'une des plus sous-estimées de l'histoire de la NFL. Toujours en 1970, les Lions furent les adversaires des Saints de La Nouvelle-Orléans lorsque Tom Dempsey réussi le plus long field goal de l'histoire de la NFL à l'époque. Son coup de pied de 63 yards lors du dernier jeu du match a permis aux Saints de l’emporter 19–17 sur les Lions. Le 24 octobre 1971, lors d'un match tragique à domicile contre les Bears, le receveur Chuck Hughes s'effondra et mourut d'une crise cardiaque foudroyante. Il reste à ce jour le seul joueur de la NFL à être décédé sur le terrain. En hommage, l'équipe a porté des brassards noirs pour le reste de la saison et a retiré son numéro 85 (le numéro a plus tard été de retour).
En 1972, les Lions se sont améliorés avec un bilan de 8–5–1, avant de régresser à 6–7–1 la saison suivante. Un nouveau drame a lieu avec le décès de l’entraîneur principal Don McCafferty sur crise cardiaque, peu avant le camp d’entraînement en 1974. Cette saison là, les Lions terminent avec un bilan de 7–7. Le jour de Thanksgiving, le 28 novembre 1974, après plus de 35 ans, les Lions ont joué leur dernier match au Tiger Stadium, avec une défaite contre les Broncos de Denver 31–27 devant 51 157 spectateurs, match marqué par neige et par un troisième quart temps où les Broncos inscriront 21 points. Les Lions déménagent alors dans un nouveau stade couvert, le Silverdome, situé en banlieue à Pontiac. Un autre bilan de 7–7 est réalisé en 1975, pour la première saison des Lions en intérieur. Ce fut suivi d'un bilan de 6–8 en 1976, et également 6–8 en 1977, après une saison sans réussite offensive, avec seulement 183 points marqués. Une nouvelle saison médiocre suit en 1978 avec sept victoires dans une saison étendue à 16 matchs. Les Lions touchent le fond en 1979 avec un bilan de 2–14.
Cela a donné aux Lions le premier choix de la draft NFL 1980, qu'ils ont utilisé pour sélectionner le vainqueur du Trophée Heisman, Billy Sims, de l'Université de l'Oklahoma. Détroit a également sélectionné le quarterback Eric Hipple au quatrième tour, qui est devenu le quarterback titulaire des Lions pendant la majeure partie de la décennie. Les Lions se sont immédiatement améliorés en 1980, débutant la saison avec 4 victoires consécutives avant de terminer avec un bilan de 9–7, à égalité pour la première place de la division Centrale avec les Vikings, mais ne se qualifiant pas pour les playoffs, en raison du plus grand nombre de victoires de Minnesota au sein de la conférence. L'année suivante, les Lions ont l'opportunité de remporter la division en cas de victoire face aux Buccaneers lors de la dernière semaine à domicile, mais ils perdent finalement ce match et manquent une fois de plus les playoffs, terminant avec un bilan de 8–8.

## Champions de la division centrale NFC et retraite de Billy Sims (1982–1988)
Les Lions abordent la saison 1982 avec l'espoir d'une qualification pour les playoffs. Après avoir débuté avec un bilan de 2–0, une grève des joueurs annule sept matchs, réduisant la saison à neuf matchs,. À la fin de la grève, les Lions ont un bilan de 2–5, qu'ils parviennent à améliorer en 4-5, ce qui est cette saison là suffisant pour accéder aux playoffs. Ils sont ainsi devenus la deuxième équipe à accéder aux playoffs avec un bilan négatif. Cependant, lors du tour de wild card, ils sont largement battus 31–7 par les Redskins de Washington, qui allaient remporter le Super Bowl cette année-là.
La saison suivante, les Lions remportent 9 matchs et décrochent le titre de champion de la division Centrale de la NFL. Le 31 décembre 1983, ils affrontent les 49ers de San Francisco lors du playoff de division de la NFC. Malgré une entame difficile avec un retard de 14–3 au premier quart-temps, les Lions réduisent l'écart et reviennent 14–9 à la mi-temps grâce à des field goals d'Eddie Murray, dont un de 54 yards (un record à l'époque en playoffs). Deux touchdowns de Billy Sims permettent aux Lions de prendre la tête 23–17 avec moins de 5 minutes à jouer. Cependant, Joe Montana a dirigé un de ses fameux drives de fin de match, conclu par un touchdown de  Freddie Solomon, donnant aux 49ers une avance de 24–23. Les Lions ont une dernière chance avec un drive mené par le remplaçant Gary Danielson. Un field goal de 43 yards manqué par Murray dans les dernières secondes assure ainsi la victoire de San Francisco,.
Le 21 octobre 1984, lors d'un match contre les Vikings du Minnesota, Billy Sims subit une blessure au genou qui mis fin à sa carrière. Il tente de revenir pendant deux ans, mais prend finalement sa retraite en 1986. La blessure de Sims a marqué le reste de la saison des Lions, qui ont terminé avec un bilan de 4–11–1. Monte Clark est licencié après la saison, et Darryl Rogers, un entraîneur universitaire réputé pour son style offensif, est engagé. Cependant, son mandat est décevant, avec un bilan de 18–40 entre 1985 et mi-saison 1988. Il est licencié après avoir débuté la saison 1988 avec un bilan de 2–9. Wayne Fontes prend la relève en tant qu'entraîneur intérimaire, et devient finalement l'un des entraîneurs les plus respectés de l'histoire des Lions, bien qu'il détienne à la fois le record du plus grand nombre de victoires et de défaites de la franchise.

## L'ère Barry Sanders (1989–1998)
En 1989, avec le troisième choix global du draft NFL, les Lions de Détroit sélectionnent Barry Sanders, un autre running back vainqueur du trophée Heisman, en provenance d’Oklahoma State. Sanders, avec le jeune quarterback Rodney Peete, montre immédiatement son impact avec 1 470 yards à la course lors de sa saison rookie. Malgré une deuxième au classement des coureurs, à seulement 10 yards derrière Christian Okoye Il al'opportunité de remporter le titre de meilleur coureur en retournant sur le terrain en fin de match lors du dernier match de la saison. Cependant, avec les Lions menant 31–24 à moins d'une minute de la fin, il a opté pour une passe, ce qui deviendrait une marque de fabrique dans sa carrière. Il remporte le titre de meilleur rookie offensif de la saison.
Les Lions disposent d'une base prometteuse de jeunes talents, avec des joueurs défensifs comme Bennie Blades, Chris Spielman et Jerry Ball,. Cependant, en 1990, l'équipe régresse, terminant avec un bilan de 6–10, malgré la première place de Barry Sanders au classement des meilleurs coureurs de la NFL avec 1 304 yards, devançant Thurman Thomas de seulement sept yards,.
En 1991, les Lions commencent la saison par une défaite humiliante de 45–0 contre les Redskins de Washington. Pourtant, ils enchaînent ensuite cinq victoires consécutives et terminent la saison avec un excellent bilan de 12–4, décrochant leur premier titre de division en huit ans. Cette saison est marquée par un drame lorsque Mike Utley, un guard de l’équipe, subit une blessure paralysante lors d'un match contre les Rams de Los Angeles. En quittant le terrain, il adresse un "pouce levé" à la foule, un geste qui devient un symbole de motivation pour l’équipe.
Les Lions disputent leur premier match de playoffs à domicile depuis 1957 et battent les Cowboys de Dallas 38–6, remportant leur première victoire en playoffs depuis cette même année. Cependant, en finale NFC, les Lions se font écraser par les Redskins 41–10, mettant fin à leurs espoirs de Super Bowl.
L’année suivante, les Lions ne parviennent pas à maintenir leur élan et terminent derniers de leur division avec un bilan de 5–11. En 1993, ils rebondissent avec un bilan de 10–6 et remportent le titre de division. Mais en playoffs, ils s’inclinent de justesse face aux Packers, 28–24. En 1994, les Lions terminent la saison avec un bilan de 9–7, accédant aux playoffs pour la troisième fois en quatre ans. Mais une fois encore, ils sont éliminés par les Packers en Wild Card Round, cette fois sur un score de 16–12.
En 1995, après un début de saison difficile (0–3), les Lions parviennent à redresser la barre et finissent avec un bilan de 10–6. Ils ont même une chance de remporter le titre de division si les Pittsburgh Steelers battent les Packers dans le dernier match de la saison, mais les Packers finissent par l'emporter. Les Lions doivent donc jouer à l'extérieur contre les Eagles de Philadelphie lors des playoffs. Ils subissent une lourde défaite, perdant 58–37.
En 1996, les Lions connaissent une saison difficile et terminent derniers de leur division avec un bilan de 5–11. À la fin de cette saison, l'entraîneur Wayne Fontes est renvoyé et remplacé par Bobby Ross.
En 1997, sous la direction de Ross, les Lions obtiennent un bilan de 9–7 et se qualifient pour les playoffs. Cette saison-là, Barry Sanders court pour 2 053 yards, devenant seulement le troisième running back de l’histoire à franchir la barre des 2 000 yards en une saison. Cependant, en playoffs, ils sont battus par les Buccaneers de Tampa Bay 20–10.
La saison 1998 est décevante pour les Lions, qui terminent avec un bilan de 5–11. À la surprise générale, Barry Sanders annonce sa retraite après la saison, mettant fin à une carrière légendaire qui aura marqué les Lions et la NFL.

## Matt Millen, reconstruction ratée et saison sans victoire (1999–2008)
Après la retraite de Barry Sanders, la saison 1999 voit, contre toute attente, les Lions atteindre les playoffs avec un bilan de 8–8, avant d’être éliminés par les Redskins de Washington 27–13 lors du Wild Card Round. Neuf matchs après le début de la saison 2000, Bobby Ross démissionne de son poste d'entraîneur principal après une défaite embarrassante contre les Dolphins de Miami . Il est remplacé par l'entraîneur adjoint Gary Moeller. Les Lions ont alors une opportunité de se qualifier pour les playoffs lors du dernier match de la saison s'ils battent les Bears de Chicago. Cependant, Paul Edinger inscrit un field goal de 54 yards avec deux secondes restantes, offrant aux Bears une surprenante victoire 23–20. Par conséquent, les Lions ratent les playoffs avec un bilan de 9–7.
À la fin de la saison, les Lions engagent Matt Millen, un ancien joueur et commentateur, comme président de l’équipe et PDG. Pour ses débuts en tant que président, Millen renvoie Gary Moeller et le remplace par Marty Mornhinweg comme entraîneur principal. Les Lions s'effondrent en 2001, ce qui pousse beaucoup à croire qu'ils pourraient devenir la première équipe à terminer une saison avec un bilan de 0–16. Après avoir commencé la saison avec un bilan de 0–12, les Lions remportent finalement leur premier match le 16 décembre en battant leurs rivaux, les Vikings du Minnesota. Après deux autres défaites, les Lions jouent leur dernier match de la saison le 6 janvier 2002. Ce match, qui marque la dernière rencontre disputée au Silverdome, voit les Lions (1–14) affronter les Dallas Cowboys (5–10). Malgré l’absence d’enjeu ou d’excitation autour du match, 77 512 fans assistent à la victoire des Lions 15–10.
Lors de l’intersaison, la NFL se réorganise en huit divisions de quatre équipes avec l’arrivée des Texans de Houston. La NFC Central devient ainsi la NFC North. Lors de la draft NFL 2002, les Lions sélectionnent le quarterback Joey Harrington d'Oregon avec le troisième choix global. Cette année marque aussi le début de la saison au Ford Field, le nouveau stade situé dans le centre-ville de Détroit, ramenant ainsi l’équipe dans la ville pour la première fois depuis 1974. Malgré cela, les Lions peinent et terminent la saison avec un bilan de 3–13. Après cette saison, Marty Mornhinweg est licencié et remplacé par Steve Mariucci comme entraîneur principal,.
Avec le deuxième choix global de la draft NFL 2003, les Lions sélectionnent Charles Rogers, un joueur très apprécié localement. L'équipe finit la saison avec un bilan de 5–11. Rogers commence la saison en force, mais se blesse en milieu de saison. En conséquence, les Lions choisissent le wide receiver Roy Williams avec le septième choix global de la draft NFL 2004.
Les Lions passent les saisons 2001, 2002 et 2003 sans remporter une seule victoire à l'extérieur. Cette série de 24 défaites consécutives, un record à l’époque en NFL, prend fin le 12 septembre 2004, lorsque les Lions battent les Bears 20–16 au Soldier Field de Chicago. Les Lions terminent la saison 2004 avec un bilan de 6–10. Avant le début de la saison 2005, Matt Millen reçoit une prolongation de contrat de cinq ans. Le 28 novembre, Steve Mariucci est licencié, et le coordinateur défensif Dick Jauron est promu entraîneur intérimaire. Les Lions terminent finalement la saison avec un bilan de 5–11.
Le 19 janvier 2006, les Lions embauchent Rod Marinelli comme nouvel entraîneur principal. Avant le début de la saison, les Lions échangent Joey Harrington aux Dolphins de Miami. Quelques mois plus tard, ils libèrent Charles Rogers. Malgré ces changements, l’équipe termine avec un bilan de 3–13. Lors de la draft NFL 2007, les Lions sélectionnent le wide receiver de Georgia Tech, Calvin Johnson, avec le deuxième choix global. Les Lions commencent la saison 2007 avec un bilan prometteur de 6–2, mais cette belle lancée est de courte durée, car ils ne remportent qu’une seule victoire lors des huit matchs suivants, terminant avec un bilan de 7–9.
En espérant rebondir après cette déception, les Lions abordent la saison 2008 avec optimisme après avoir remporté leurs quatre matchs de présaison. Cependant, dès le début de la saison régulière, les choses tournent mal. Après trois défaites consécutives, Matt Millen est licencié de ses fonctions de président et PDG. Sous sa direction, les Lions affichent le pire pourcentage de victoires de la NFL avec un bilan de 31–84 (.270), sans jamais avoir connu une saison victorieuse, ni terminé au-dessus de la troisième place dans la NFC North, et sans participer aux playoffs. Tom Lewand est nommé président de l'équipe, tandis que Martin Mayhew est promu directeur général.
Les Lions ne se remettent pas de ce départ catastrophique et terminent la saison avec un bilan de 0–16, devenant ainsi la première équipe de l'histoire de la NFL à terminer une saison à 16 matchs sans victoire. Ce record est égalé plus tard par les Browns de Cleveland en 2017. Les Lions sont la première équipe à ne remporter aucun match depuis les Baltimore Colts en 1982 (bilan de 0–8–1 lors d’une saison écourtée par une grève), et la première en saison normale depuis les Tampa Bay Buccaneers en 1976. Les 16 défaites consécutives des Lions en 2008 battent également le record de la série de défaites sur une seule saison, précédemment détenu par les Carolina Panthers de 2001, qui avaient perdu 15 matchs de suite après avoir remporté leur premier match. Après cette saison désastreuse, Rod Marinelli est licencié de son poste d'entraîneur principal.

## L'ère Matthew Stafford et Calvin Johnson (2009–2015)
Le 15 janvier 2009, les Lions embauchent Jim Schwartz comme entraîneur principal. Schwartz sort alors de dix saisons avec les Titans du Tennessee, dont huit en tant que coordinateur défensif. Les Lions embauchent également un nouveau coordinateur défensif (Gunther Cunningham) et un nouveau coordinateur offensif (Scott Linehan),. En avril, ils adoptent un nouveau logo, une version plus agressive de leur ancien emblème.
Les Lions sélectionnent le quarterback de Georgia, Matthew Stafford, avec le premier choix de la draft NFL 2009. Ils concluent un contrat de six ans pour 72 millions de dollars, dont 41,7 millions garantis.
Lors des deux premiers matchs de 2009, les Lions perdent contre les Saints de La Nouvelle-Orléans et les Vikings du Minnesota. Le 27 septembre 2009, l'équipe met fin à une série de 19 défaites consécutives en battant les Redskins de Washington 19–14 au Ford Field. Les défaites reprennent par la suite. La seule autre victoire de la saison est contre les Browns de Cleveland, dans un match palpitant où Matthew Stafford lance une passe de touchdown décisive à la dernière seconde pour une victoire 38–37. Les Lions accueillent ensuite les Packers de Green Bay pour leur traditionnel match de Thanksgiving, qu'ils perdent 34–12. Les Lions terminent finalement la saison avec un bilan de 2–14.
Lors de la draft NFL 2010, les Lions sélectionnent le defensive tackle Ndamukong Suh de Nebraska avec le deuxième choix global. Les Lions débutent la saison 2010 à Chicago, mais malgré avoir mené la plupart du match, ils perdent 19–14 contre les Bears de Chicago à la suite d'une décision controversée déclarant une passe de touchdown de Calvin Johnson incomplète. En semaine 2, les Lions perdent de peu contre les Eagles de Philadelphie. Ils se rendent ensuite à Minnesota pour affronter les Vikings, eux aussi en difficulté, mais échouent à nouveau, perdant 24-10.
Ensuite, les Lions passent tout près de décrocher leur première victoire dans le Wisconsin depuis 1991, mais perdent finalement 28-26. Ils obtiennent enfin leur première victoire de la saison lorsque les Rams de St. Louis reviennent à Ford Field lors de la cinquième semaine et perdent 44-6. Après une défaite contre les Giants de New York, les Lions battent les Redskins de Washington pour leur deuxième victoire consécutive contre cette équipe. Cependant, ils enchaînent ensuite cinq défaites, dont un match de Thanksgiving contre les Patriots de la Nouvelle-Angleterre, où les Lions, malgré une avance au début, finissent par perdre 45-24.
Cependant, la 14e semaine marque un tournant important lorsque les Packers arrivent à Detroit et qu’Aaron Rodgers est sorti du match à cause d'une commotion cérébrale au deuxième quart-temps. Matt Flynn ne parvient pas à marquer de touchdown, et les Lions remportent leur premier match de division depuis 2007. Par la suite, l'équipe prend soudainement un élan posifif en fin de saison. Ils mettent fin à une série record de 26 défaites consécutives à l'extérieur en battant les Buccaneers de Tampa Bay 23-20 en prolongation. Une autre victoire à l'extérieur suit lorsque les Lions battent les Dolphins de Miami en semaine 16. Ils reviennent ensuite à domicile pour battre les Vikings 20-13 et terminent la saison 2010 avec un bilan de 6-10.
Lors de la draft NFL 2011, les Lions renforcent leur défense en sélectionnant le defensive tackle Nick Fairley d’Auburn. Les Lions entament la saison 2011 avec une victoire 27–20 à l'extérieur contre les Tampa Bay Buccaneers. Lors de la deuxième semaine, les Lions jouent leur premier match à domicile contre les Chiefs de Kansas City. Ils écrasent les Chiefs 48–3, établissant un record de franchise pour la plus grande marge de victoire et le plus grand nombre de points marqués en un match de saison régulière. L'équipe continue de s'améliorer lors de la troisième semaine, revenant d'un déficit de 20 points pour finalement battre les Vikings du Minnesota 26–23 en prolongation à Minnesota, marquant ainsi leur premier départ à 3–0 depuis 1980. La semaine suivante, ils battent les Dallas Cowboys lors d'un retour spectaculaire 34–30, passant à 4–0.
Lors de la cinquième semaine, les Lions accueillent les Bears de Chicago. Devant une foule record au Ford Field, les Lions battent les Bears 24–13, débutant ainsi la saison avec un bilan de 5–0 pour la première fois depuis 1956.
Les Lions subissent leur première défaite après avoir été battus par les 49ers de San Francisco 25–19, mais le match est surtout marqué par une altercation entre Jim Schwartz et l'entraîneur des 49ers, Jim Harbaugh. La NFL décide de ne sanctionner aucun des deux entraîneurs. Une deuxième défaite consécutive à domicile suit, alors que les Lions s'inclinent face aux Falcons d'Atlanta 23–16. La semaine suivante, les Lions battent les Denver Broncos 45–10 en déplacement. Ce match inclut un retour d'interception de 100 yards pour un touchdown de Chris Houston. Lors de la dixième semaine, les Lions échouent à balayer la série de la saison contre les Bears, perdant 37–13.
Lors de Thanksgiving, les Lions accueillent les champions en titre du Super Bowl, les Packers de Green Bay, qui remportent le match 27–15. Ndamukong Suh est expulsé du match après avoir piétiné le bras du lineman offensif des Packers, Evan Dietrich-Smith, renforçant ainsi sa réputation de joueur agressif. Cela lui vaut une suspension de deux matchs alors que les Lions se rendent à la Nouvelle-Orléans pour affronter les Saints lors de la treizième semaine. Le match contre les Saints est retransmis en Sunday Night Football. Les Saints battent les Lions 31–17. De retour à domicile, les Lions battent de justesse les Vikings 34–28. La semaine suivante, les Lions se rendent à Oakland pour affronter les Raiders. À la fin d'un match serré, Matthew Stafford mène l'équipe sur le terrain et lance une passe de touchdown décisive à Calvin Johnson. Après que les Raiders récupèrent le ballon, ils tentent un field goal pour remporter le match, mais Suh bloque la tentative, assurant une victoire 28–27 pour les Lions. Lors de la seizième semaine, les Lions battent les San Diego Chargers 38–10 à domicile. Avec cette victoire, les Lions se qualifient pour les playoffs pour la première fois depuis 1999. Ils se rendent ensuite à Green Bay pour affronter les Packers. Matt Flynn lance six passes de touchdown, suffisamment pour permettre aux Packers de battre les Lions 45–41. Ainsi, les Lions doivent affronter les Saints à l'extérieur en tant que sixième tête de série avec un bilan de 10–6. Lors du Wild Card Round, les Saints battent les Lions 45–28.
La saison 2012 voit les Lions tenter de s'améliorer après leur impressionnante saison 2011. Ils commencent avec un bilan de 4–4, puis perdent leurs huit derniers matchs pour finir 4–12. À la fin de la saison, le kicker de longue date, Jason Hanson, prend sa retraite.
La saison 2013 voit une amélioration de l'équipe. Après la dixième semaine, et après leur première série de victoires contre les Bears de Chicago depuis 2007, l'équipe est en tête de la NFC North. Cependant, les Lions perdent leurs deux matchs suivants. Lors de la treizième semaine, ils remportent leur premier match de Thanksgiving depuis 2003 en infligeant une lourde défaite 40–10 aux Packers de Green Bay. Les Lions perdent ensuite leurs quatre derniers matchs de la saison, terminant avec un bilan de 7–9. Cela entraîne le licenciement de l'entraîneur principal, Jim Schwartz, le 30 décembre.
Le 14 janvier 2014, les Lions engagent Jim Caldwell comme nouvel entraîneur principal. Il devient le premier entraîneur afro-américain de l'histoire de la franchise.
Le 9 mars 2014, William Clay Ford Sr., propriétaire de longue date, décède à l'âge de 88 ans. Le 10 mars, il est annoncé que l'intérêt majoritaire de la franchise est transmis à la veuve de Ford, Martha.
Au cours de la saison 2014, l'influence de Jim Caldwell améliore considérablement les Lions par rapport aux deux saisons précédentes. Affichant la deuxième meilleure défense de la ligue, les Lions terminent avec un bilan de 11–5 et se qualifient pour les playoffs. Cependant, ils subissent une défaite controversée 24–20 contre les Dallas Cowboys lors du Wild Card Round.
Le 5 novembre 2015, les Lions licencient le directeur général Martin Mayhew et le président de l'équipe Tom Lewand après un début de saison de 1–7. Sous la direction de Mayhew, les Lions affichent un bilan de 41–63 et participent deux fois aux playoffs, perdant à chaque fois lors du Wild Card Round. Le 19 novembre, les Lions nomment Rod Wood comme nouveau président de l'équipe. Les Lions jouent mieux en fin de saison et terminent avec un bilan de 7–9. Cette saison marque la fin d'une ère avec la retraite de Calvin Johnson.

## L'ère Bob Quinn (2016–2020)
Le 8 janvier 2016, les Lions engagent l’ancien cadre des Patriots de la Nouvelle-Angleterre, Bob Quinn, comme directeur général. Pendant la saison, les Lions battent un record NFL avec huit victoires en remontée au quatrième quart-temps, se plaçant ainsi en position de remporter le titre de division avec un bilan de 9–4. Cependant, lors d'une victoire en 14e semaine contre les Bears de Chicago, Matthew Stafford se blesse au doigt majeur de sa main de lancer. Cette blessure déstabilise la saison et les Lions terminent avec un bilan de 9–7, suffisant pour se qualifier pour les playoffs en tant que wild card. Lors du tour de Wild Card, ils sont battus par les Seahawks de Seattle 26–6.
Les Lions commencent la saison 2017 avec un bilan de 2–0. Cependant, lors de la 3e semaine, ils subissent une défaite controversée à domicile 30–26 contre les Falcons d'Atlanta. Par la suite, ils perdent trois de leurs quatre matchs suivants. Les Lions rebondissent ensuite en remportant cinq de leurs sept matchs suivants, se plaçant dans la course aux playoffs. Lors de la 16e semaine, les Lions se déplacent pour affronter les Bengals de Cincinnati, une équipe en difficulté. Cependant, ils perdent le match 26–17, ce qui les élimine de la course aux playoffs. Lors de la dernière semaine de la saison, les Lions battent les Packers de Green Bay 35–11 pour terminer avec un bilan de 9–7. Jim Caldwell est licencié de son poste d’entraîneur principal le lendemain de la fin de la saison.
Le 5 février 2018, les Lions engagent l’ancien coordinateur défensif des Patriots de la Nouvelle-Angleterre, Matt Patricia, comme entraîneur principal. Un besoin flagrant pour la franchise ces dernières années est celui d’un running back. Pour enfin résoudre ce problème, ils signent LeGarrette Blount des Philadelphia Eagles et sélectionnent le running back d'Auburn, Kerryon Johnson, lors de la draft NFL 2018,. Après avoir perdu leurs deux premiers matchs de la saison, les Lions battent à la surprise générale les Patriots 26–10. Le 24 octobre, les Lions acquièrent le defensive tackle Damon Harrison des New York Giants. Quelques jours après avoir perdu contre les Seahawks de Seattle, ils échangent Golden Tate aux Eagles. Les Lions luttent le reste de la saison, terminant avec un bilan de 6–10, à la dernière place de la NFC North. Après la saison, Jim Bob Cooter est renvoyé de son poste de coordinateur offensif.
Le 16 janvier 2019, les Lions engagent Darrell Bevell comme coordinateur offensif. Ils libèrent ensuite le safety Glover Quin, T. J. Lang, et le cornerback Nevin Lawson,,. Ils signent l’ancien receveur des Patriots, Danny Amendola, pour combler le vide laissé par Golden Tate et attribuent de gros contrats aux anciens Patriots Justin Coleman et Trey Flowers,,. L'équipe signe également le tight end Jesse James des Pittsburgh Steelers. Lors de la draft NFL 2019, ils sélectionnent le tight end d'Iowa, T. J. Hockenson, avec le huitième choix général. Les Lions commencent la saison avec un bilan de 2–0–1. Cependant, une série de blessures dévastatrices et de défaites serrées démoralisent l’équipe, qui enchaîne une série de 1–12, incluant neuf défaites consécutives pour terminer avec un bilan de 3–12–1.
Le 23 juin 2020, la propriétaire majoritaire et présidente Martha Firestone Ford se retire. Elle est remplacée par sa fille, Sheila Ford Hamp. Le 28 novembre 2020, le directeur général Bob Quinn ainsi que l'entraîneur principal Matt Patricia sont licenciés par les Lions après un début de saison avec un bilan de 4–7. Le bilan total de Patricia avec l'équipe est de 13–29–1. Patricia est remplacé par le coordinateur offensif des Lions, Darrell Bevell, qui assure l’intérim en tant qu’entraîneur principal pour le reste de la saison. Les Lions terminent finalement la saison avec un bilan de 5–11.

## L'ère Brad Holmes/Dan Campbell (2021–présent)
Le 14 janvier 2021, les Lions engagent Brad Holmes en tant que vice-président exécutif et directeur général. Avec le licenciement de Matt Patricia, les Lions sont à la recherche de leur nouvel entraîneur principal. Parmi les candidats figurent le coordinateur défensif des 49ers de San Francisco, Robert Saleh, le coordinateur offensif des Chiefs de Kansas City, Eric Bieniemy, l'entraîneur adjoint des Saints de La Nouvelle-Orléans, Dan Campbell, l'ancien entraîneur des Bengals de Cincinnati , Marvin Lewis, et le coordinateur défensif des Tampa Bay Buccaneers, Todd Bowles. Le 15 janvier 2021, il est rapporté que Campbell est un des favoris pour le poste. Cependant, étant donné que les Saints sont en playoffs, les Lions ne peuvent pas le rencontrer. Après la défaite des Saints contre les Buccaneers, il est rapporté que les Lions envisagent d'engager Campbell. Le 20 janvier, Campbell et les Lions s'accordent sur un contrat de six ans pour devenir le nouvel entraîneur principal de l'équipe.
Le plus grand mouvement de l’intersaison se produit le 18 mars 2021, lorsque les Lions échangent leur quarterback de longue date, Matthew Stafford, aux Rams de Los Angeles en échange du quarterback Jared Goff, d'un choix de troisième tour de draft 2021 et de choix de première tour lors des drafts 2022 et 2023. Les Lions ont de la réussite lors de la draft en sélectionnant le tackle offensif Penei Sewell en septième position et en acquérant Amon-Ra St. Brown au quatrième tour. Malgré les saisons prometteuses de ces deux rookies, les Lions terminent la saison avec un bilan de 3–13–1.
La saison 2022 s'avère être une année charnière pour les Lions. Lors du draft, les Lions acquièrent plusieurs éléments clés de leur effectif, notamment les défenseurs Aidan Hutchinson et Josh Paschal, le receveur Jameson Williams, le cornerback Kerby Joseph, ainsi que les linebackers James Houston et Malcolm Rodriguez. Bien que l'équipe commence la saison difficilement avec un bilan de 1–6, elle termine en force en remportant huit de ses dix derniers matchs pour finir à 9–8, sa première saison gagnante depuis 2017. Cependant, grâce à la victoire des Seahawks de Seattle contre les Rams de Los Angeles 19–16 en prolongations lors de la 18e semaine, l'équipe manque les playoffs pour la sixième saison consécutive. Un événement notable durant l'année est lorsque Jamaal Williams bat le record de touchdowns sur une saison de Barry Sanders en marquant son 17e contre les Packers de Green Bay.
Les Lions ouvrent la saison 2023 par une victoire contre les champions en titre du Super Bowl, les Chiefs de Kansas City. Cette victoire donne le ton pour le reste de la saison, alors que les Lions terminent avec un bilan de 12–5, égalant un record de franchise pour le nombre de victoires, et remportent leur premier titre de division depuis 1993, et le premier depuis la création de la NFC North en 2002,. Ils accueillent leur premier match de playoffs depuis 1993, contre leur ancien quarterback Matthew Stafford et les Rams de Los Angeles. Les Lions remportent le match 24–23, célébrant leur première victoire en playoffs depuis 1991. Lors du tour de division, les Lions peuvent accueillir un second match de playoffs, une première pour la franchise, car les Packers de Green Bay éliminent les Dallas Cowboys, deuxièmes têtes de série, au premier tour,. Les Lions affrontent les champions de la NFC South, les Tampa Bay Buccaneers, et gagnent 31–23 pour se qualifier pour leur premier match de Championnat NFC depuis 1991. Lors de la finale de Championnat NFC, les Lions perdent contre les 49ers de San Francisco 34–31, malgré un avantage de 24–7 à la mi-temps.